# 許奇高
許奇高（?—?），又名其高，號長壽山人。揭陽榕城人。中國畫家。
《百洲草堂》之後，早年師事嶺東孫裴谷，擅畫飛禽走獸，後前往上海美專。曾赴日本考察藝術，與徐悲鴻、張大千有交往。中日戰爭爆發，南渡東南亞，曾舉辦抗日救國個人畫展。晚年右手有疾，以左手作畫。著有《許奇高畫集》二冊。陳鴻輝曾嘆曰“天賦奇高識大千！”